# Szellemes karácsony
A Szellemes karácsony (eredeti cím: Scrooged)  1988-ban bemutatott, karácsonyi témájú romantikus-misztikus vígjáték Bill Murray és Karen Allen főszereplésével. A film Charles Dickens Karácsonyi énekének modern környezetbe helyezett átirata.

## Cselekménye
|  | Alább a cselekmény részletei következnek! |

Frank Cross egy amerikai kereskedelmi televízió addigi legfiatalabb elnöke. Nehéz gyermekkora miatt korán megtanulta, hogy az életben csak keménységgel és könyörtelenséggel lehet boldogulni. A ranglétrán a karrierért mindent feláldozva jutott előre, mára ellentmondást nem tűrő, másokat lenéző, önelégült, cinikus, munkamániás személyiséggé vált. Családja nincs, egyetlen testvére van, de nem találkoztak évek óta. Egy komoly kapcsolata volt életében, akit bár szeretett, de a munkája mögé sorolt, ezért kapcsolatuk megszakadt. Azóta magányosan él, csak a munka és a karrier érdekli, de önmagát boldognak véli.
Karácsony előtt állunk. A tévé Dickens Karácsonyi énekének élő adására készül. Frank az egész karácsonyt egy gyermekeknek való felesleges dolognak véli. Bár jómódú, a munkatársaknak jutalom helyett csak céges törülközőket és hasonló filléres ajándékokat küldet a titkárnőjével, egy fiatal kollégát csak azért kirúg, mert annak más véleménye van egy katasztrófákat bemutató, kissé furcsa karácsonyi reklámról. Mikor a sokkoló reklám hatására egy idős néző meghal, betelik a mérce „odaát”. Elküldik hozzá látogatóba Frank évekkel azelőtt meghalt nagyfőnökét, aki Frankhez hasonlóan nagystílű és karrierista életet élt, míg golfozás közben váratlanul meg nem halt. Az egyenest a temetőből érkező, már nem túl üde látványú egykori főnök elmondja neki, hogy itt az utolsó lehetősége kijavítania a hibákat, amiket életében elkövetett, még nem késő, megmenekülhet. A napokban három szellem fogja Franket meglátogatni, hogy rámutasson elkövetett hibáira, az első pontosan másnap délben fog érkezni.
Frank az esetet először valami gyomorrontásos víziónak véli, de a főnök által otthagyott golflabda miatt rájön, hogy ez a valóság. Mivel a világon senkije sincs, akiben bízhat, kétségbeesésében 15 éve nem látott szerelmét hívja, akit a karrier hajszolása miatt veszített el. Ő azonban nincs otthon, de a rögzítőre mondott üzenet után már másnap meglátogatja Franket a stúdióban. Azt is elárulja neki, hogy azóta is egyedül él.
Az első szellem egy Franket felvevő igencsak jó humorú taxisofőr, aki a célállomás helyett inkább Frank elmúlt karácsonyaiba viszi őt vissza, mivel ő az elmúlt karácsonyok szelleme. Az első során Frank négyéves, még fájuk sincs, apja csak úgy odadobja elé az ajándékot, egy darab papírba csomagolt nyers húst, amit munkahelyéről, a hentesüzletből hozott el. Mondja, ha a gyerek játékvasutat akar, akkor dolgozzon meg érte.
A második karácsonykor Frank huszonéves, már a tévénél dolgozik, ekkor ismeri meg szerelmét, Claire-t. Elviszi a harmadik karácsonyra is, amikor boldogok voltak, majd a negyedikre, amikor Frank munkamegszállottsága miatt kapcsolatuk véget ért. A látottak hatására kezd felborulni a lelki egyensúlya, de nem önmagát hibáztatja élete kudarcaiért.
Másnap meglátogatja Claire-t, aki szociális gondozó egy hajléktalan melegedőn. Már összebékülnének, de Frank lekezelő megjegyzéseket tesz Claire önkéntes kollégáira, valamint munkájára. Azt tanácsolja, hogy mások helyett inkább önmagát mentse meg, majd elmegy, a lehetőséget elszalasztotta. Kifelé egy hajléktalan két dollárt kér tőle tüzelőre, de nem ad neki.
A második szellem egy jókedélyű szőke tündérlány, aki a mostani karácsony szelleme. Szeret fület húzkodni, pofozkodni és akár rugdosni is azon az alapon, hogy az igazság fáj. Elviszi Franket asszisztensnője karácsonyára, aki nem kapott tőle jutalmat, ezért nem tudja beteg kisfiát kezeltetni. Onnan öccse karácsonyára mennek, aki évek óta mindig meghívja, de Frank sosem megy el. Végül megmutatja az öregurat, aki a tőle meg nem kapott két dollár miatt megfagyott a csatornában.
Elérkezik karácsony este, megkezdődik a Karácsonyi ének látványos élő előadása. Az addigra meghasonlott Frank nem is vesz részt az előadáson, irodájában ül, mikor a harmadik szellem helyett a karácsony előtt kirúgott kolléga látogatja meg, hogy bosszúból lelője. Frank a liftbe menekül, de a harmadik  szellem ott éri utol, ő a jövő karácsonyainak szelleme. Bemutatja neki a Frank tanácsára (mások helyett inkább önmagát mentse meg) kőkeménnyé és lelketlenné vált Claire-t, majd elviszi saját temetésére, ahol senki sincs, csak az önmagától elűzött öccse és Claire.
A sokk hatására Frank rájön, hogy önmaga köré épített bástyát az egoizmussal és karrierizmussal. Lemegy a stúdióba és az őt lelőni akaró, de azóta általa visszavett kolléga segítségével megszakítja az előadást és a kamera elé áll. Egy szinte katarktikus beszédet mond az élő adásban a szeretetről, önzetlenségről, melyet ugyan saját maga sohasem gyakorolt, de most karácsonykor itt az idő mindenkinek, hogy hibáit jóvátegye, míg nem késő. A stáb eleinte le van döbbenve, a rendező viszont hamar átlátja, hogy itt valami rendkívüli történik és rajta hagyatja a kamerát. A műsort otthonról figyelő nagyfőnöknek habzik a szája a tönkretett előadás miatt, őt felesége csitítja, hogy várja ki a végét a dolognak. A stáb, a szereplők és statiszták a beszéd hatására lassan felenyhülnek, érdekes módon tiltakozó nézők sem telefonálnak be a stúdióba. Az eredetileg igen látványos és hangulatos, de hagyományos Dickens előadás lassan egy vidám, amerikai karácsonyi ünnepséggé változik. A műsort figyelő Claire visszatér, a műsor sikere után a nagyfőnök is megbocsát, Frank jobb emberré vált és megmentette önmagát, minden jóra fordul.

## Érdekesség
Bill Murray több alkalommal játszott Frankhez hasonló cinikus és egoista karaktereket. Legismertebb hasonló szerepei Dr. Venkman a Szellemirtókban, valamint az Idétlen időkig tévériportere, akit szintén földöntúli hatalmak késztettek élete átgondolására.
|  | Itt a vége a cselekmény részletezésének! |

## Szereplők
| Szerep                     | Színész             | Magyar hang       | Leírás                                                              |
| -------------------------- | ------------------- | ----------------- | ------------------------------------------------------------------- |
| Frank Cross                | Bill Murray         | Szakácsi Sándor   | Önimádó, karrierista tévés szakember                                |
| Claire Phillips            | Karen Allen         | Tóth Enikő        | Frank egykori szerelme, szociális munkás                            |
| Lew Hayward                | John Forsythe       | Tolnai Miklós     | A tévé hét éve halott nagyfőnökének szelleme                        |
| Brice Cummings             | John Glover         | Varga T. József   | A Frank nyakára küldött karrierista kolléga, a tévéelnök unokaöccse |
| Eliot Loudermilk           | Bobcat Goldthwait   | Rudolf Péter      | A Frank által kirúgott szemüveges kolléga                           |
| Taxisofőr                  | David Johansen      | Forgács Péter     | Az elmúlt karácsonyok szelleme                                      |
| Mostani karácsony szelleme | Carol Kane          | Hegyi Barbara     | A jelen karácsony szelleme                                          |
| Preston Rhinelander        | Robert Mitchum      | Fülöp Zsigmond    | A tévé mostani elnöke                                               |
| Herman                     | Michael J. Pollard  | Soós László       |                                                                     |
| Grace Cooley               | Alfre Woodard       | Andresz Kati      |                                                                     |
| James Cross                | John Murray         | Kerekes József    | Frank öccse                                                         |
| Wendie Cross               | Wendie Malick       | Farkasinszky Edit | Frank és James anyja                                                |
| Scrooge                    | Buddy Hackett       | Vass Gábor        | –                                                                   |
| Calvin Cooley              | Nicholas Phillips   | Vajda Marcell     | –                                                                   |
| Nagymama                   | Mabel King          | Kádár Flóra       | –                                                                   |
| Earl Cross                 | Brian Doyle-Murray  | Helyey László     | –                                                                   |
| Santa Claus                | Al 'Red Dog' Weber  | Perlaki István    | –                                                                   |
| Mrs. Claus                 | Jean Speegle Howard | Dallos Szilvia    | –                                                                   |
| Önmaga                     | Robert Goulet       | (eredeti nyelven) | –                                                                   |
| Önmaga                     | John Houseman       | Somogyvári Pál    | –                                                                   |
| Önmaga                     | Lee Majors          | Melis Gábor       | –                                                                   |
| Önmaga                     | Mary Lou Retton     | Somlai Edina      | –                                                                   |
| Jacob Marley               | Jamie Farr          | Uri István        | –                                                                   |

## Bemutató és fogadtatás
A film 1999. november 9-én jelent meg DVD-n a Paramount Pictures kiadásában.
Az amerikai filmkritikusok véleményét összegző Rotten Tomatoes 66%-ra értékelte 38 vélemény alapján.
Díjak és jelölések
- Oscar jelölés 1989, legjobb maszk
- Academy of Science Fiction, Fantasy & Horror Films, USA 1990 – legjobb film, legjobb színész (Bill Murray), legjobb effektek jelölés
- BMI Film Music Award – legjobb filmzene díj (Danny Elfman)